# 時を刻む唄/TORCH
「時を刻む唄／TORCH」（ときをきざむうた/トーチ）は、Liaの9枚目のシングル。2008年11月14日にKey Sounds Labelから発売された。

## 概要
前作「doll／human」から約10ヶ月ぶりのリリースであり、2008年2作目のシングル。また、Key Sounds Labelからのリリースは4枚目のシングル「Spica／Hanabi／Moon」以来5作ぶり。
収録曲は全てテレビアニメ『CLANNAD 〜AFTER STORY〜』の主題歌に起用されており、「時を刻む唄」はオープニングテーマ、「TORCH」はエンディングテーマとして起用された。また、それぞれにTVアニメーションバージョンとオフボーカルバージョンが収録されている。
「時を刻む唄」は、原作のBGM「同じ高みへ」を元に作られている楽曲である。

### 主な記録
2008年11月24日付のオリコン週間シングルチャートで13位を獲得。初動売上は1.1万枚を記録した。
2008年11月14日付のオリコンシングルデイリーチャートでは、1位のDREAMS COME TRUE、2位のSPEEDに次いで初登場3位を記録。CLANNADシリーズ作品としての最高位記録、Liaとしての最高位記録を同時に更新した。

## 収録曲
1. 時を刻む唄
作詞・作曲：麻枝准、編曲：ANANT-GARDE EYES
  - テレビアニメ『CLANNAD 〜AFTER STORY〜』オープニングテーマ
2. TORCH
作詞：魁、作曲：折戸伸治、編曲：福士健太郎
  - テレビアニメ『CLANNAD 〜AFTER STORY〜』エンディングテーマ
3. 時を刻む唄 -TV animation Ver.-
4. TORCH -TV animation Ver.-
5. 時を刻む唄 -off vocal ver.-
6. TORCH -off vocal ver.-

## カバー
時を刻む唄
- YURiKA - 2019年発売のアルバム『ただいま。～YURiKA Anison COVER～』に収録。
- 黒埼ちとせ（佐倉薫）・白雪千夜（関口理咲） - リズムゲーム『アイドルマスター シンデレラガールズ スターライトステージ』内イベントにて収録。